# Westerplatte
La península de Westerplatte es una península sobre el mar Báltico perteneciente a la región polaca de Pomerania. Allí estaba emplazada una fortificación militar que se convirtió en emblema de la resistencia de Polonia en la Segunda Guerra Mundial (Batalla de Westerplatte).

## Historia

### Antes de la Guerra
Los polacos estaban equipados con un cañón de campaña de 75 mm, dos cañones anticarro Bofors de 37 mm, cuatro morteros y varias ametralladoras medianas, pero carecían de auténticas fortificaciones. En otoño de 1939, la guarnición polaca que ocupaba Westerplatte estaba formada por 182 soldados, de quienes se esperaba que fueran capaces de resistir cualquier ataque durante 12 horas. Según el tratado de Versalles, Danzig (Gdansk) era una ciudad-estado libre bajo la protección de la Sociedad de Naciones, en la que Polonia tenía una oficina de correos, derechos portuarios especiales y, a partir de 1924, derecho a mantener un arsenal “protegido”. El lugar donde estaba guardado el arsenal era la pequeña península de Westerplatte, llana y arenosa, con una extensión aproximada de medio kilómetro cuadrado.
Cuando Hitler asumió el poder en enero de 1933, los polacos se propusieron reforzar sus defensas de Westerplatte. Construyeron búnkeres, denominados oficialmente “cuarteles", y añadieron protección reforzada con hormigón al pie de los barrancones y de la villa de los suboficiales. Además, los polacos establecieron siete puestos de guardia, dos de los cuales bloqueaban el acceso al continente a través del vulnerable istmo. A partir de marzo de 1939, cuando Hitler hizo reclamaciones sobre Polonia, la guarnición entró en estado de máxima alerta y, a finales de agosto, ya había terminado la construcción de los puestos de guardia. El 31 de agosto, los efectivos habían pasado de los 88 estipulados en principio a 210 soldados. El comandante era Henryk Sucharski (1898-1946) y su segundo el capitán Dabrowski."
(Tomado textualmente de "Grandes Batallas de la Segunda Guerra Mundial" Ed. Parragon, 2008)

### Comienzo de la Segunda Guerra Mundial
En el plan de ataque alemán la invasión debía comenzar a las 04:45 horas, pero de hecho comenzó a las 04:00; cuando el viejo acorazado escuela Schleswig-Holstein zarpó de Danzig y abrió fuego contra la guarnición polaca de Westerplatte. Debido a las restricciones del tratado los polacos tenían prohibido fortificar esa península, pero en realidad lo habían hecho en algunos edificios. En consecuencia, la pequeña guarnición fue capaz de resistir durante una semana a pesar de los bombardeos intensos y repetidos asaltos de infantería. El comandante de Westerplatte se rindió el 7 de septiembre a causa de la escasez de munición y falta de suministros. Westerplatte fue conocida incluso como el "Verdún polaco" debido al terrible martilleo que sus tenaces defensores sufrieron durante la primera semana de hostilidades.